# Turn- und Sportgemeinschaft 1899 Hoffenheim 2017-2018 (femminile)
Questa voce raccoglie le informazioni riguardanti la squadra femminile del Turn- und Sportgemeinschaft 1899 Hoffenheim nelle competizioni ufficiali della stagione 2017-2018.

## Maglie
Le tenute di gioco sono le stesse dell'Hoffenheim maschile.
| Casa | Trasferta | Terza divisa |

## Organigramma societario
Area tecnica
- Allenatore: Jürgen Ehrmann
- Vice allenatore:
- Vice allenatore:
- Preparatore dei portieri:

## Rosa
Rosa, ruoli e numeri di maglia come da sito ufficiale e sito Federcalcio tedesca (DFB).
| N. |                     | Ruolo | Calciatrice        |
| -- | ------------------- | ----- | ------------------ |
| 1  | Croazia (bandiera)  | P     | Martina Tufeković  |
| 2  | Germania (bandiera) | C     | Sarai Linder       |
| 3  | Germania (bandiera) | D     | Jana Beuschlein    |
| 4  | Germania (bandiera) | D     | Michaela Specht    |
| 6  | Germania (bandiera) | C     | Lena Lattwein      |
| 7  | Germania (bandiera) | C     | Emily Evels        |
| 8  | Germania (bandiera) | C     | Maximiliane Rall   |
| 9  | Germania (bandiera) | C     | Ricarda Schaber    |
| 10 | Germania (bandiera) | C     | Sharon Beck        |
| 11 | Ungheria (bandiera) | A     | Dóra Zeller        |
| 12 | Germania (bandiera) | C     | Stephanie Breitner |
| 13 | Germania (bandiera) | D     | Isabella Hartig    |

| N. |                     | Ruolo | Calciatrice      |
| -- | ------------------- | ----- | ---------------- |
| 14 | Germania (bandiera) | A     | Lina Bürger      |
| 16 | Austria (bandiera)  | A     | Nicole Billa     |
| 17 | Germania (bandiera) | C     | Franziska Harsch |
| 18 | Germania (bandiera) | C     | Anne Fühner      |
| 19 | Germania (bandiera) | D     | Judith Steinert  |
| 20 | Germania (bandiera) | P     | Janina Leitzig   |
| 21 | Germania (bandiera) | D     | Leonie Pankratz  |
| 26 | Germania (bandiera) | D     | Sophie Howard    |
| 27 | Germania (bandiera) | P     | Friederike Abt   |
| 28 | Germania (bandiera) | C     | Tabea Waßmuth    |
| 32 | Germania (bandiera) | D     | Tamar Dongus     |
| 33 | Germania (bandiera) | C     | Fabienne Dongus  |

## Calciomercato

### Sessione estiva
| Acquisti | Acquisti         | Acquisti      | Acquisti                     |
| R.       | Nome             | da            | Modalità                     |
| -------- | ---------------- | ------------- | ---------------------------- |
| D        | Maximiliane Rall | Hoffenheim II | aggregata alla prima squadra |
| C        | Franziska Harsch | Hoffenheim II | aggregata alla prima squadra |
| C        | Lena Lattwein    | Saarbrücken   | definitivo                   |

| Cessioni | Cessioni       | Cessioni            | Cessioni   |
| R.       | Nome           | a                   | Modalità   |
| -------- | -------------- | ------------------- | ---------- |
| P        | Charlotte Voll | Paris Saint-Germain | definitivo |
| D        | Kristin Demann | Bayern Monaco       | definitivo |
| C        | Martina Moser  | Zurigo              | definitivo |

## Risultati

### Frauen-Bundesliga

#### Girone di andata
| Arbitro: | Rafalski (Baunatal) |

|                                                                                |           |  |
| Pajor 32’ Graham Hansen 44’ Harder 49’, 65’ Breitner 57’ (rig.) Van Egmond 90’ | Marcatori |  |

| Arbitro: | Wozniak (Herne) |

|  |           |             |
|  | Marcatori | 5’ Pawollek |

| Arbitro: | Michel (Gau-Odernheim) |

|                  |           |                    |
| Knaak 47’ (rig.) | Marcatori | 9’ Beck 34’ Linder |

| Arbitro: | Diekmann (Dortmund) |

|  |           |                                                  |
|  | Marcatori | 17’ Laudehr 39’ Rolfö 49’ Demann 63’ Beerensteyn |

| Arbitro: | Schlemmer (Nußbach) |

|  |           |                                |
|  | Marcatori | 54’ Rall 67’ Beck 77’ Lattwein |

| Arbitro: | Duske (Leverkusen) |

|                         |           |               |
| Gwinn 45’ Kayikçi 90+2’ | Marcatori | 60’ F. Dongus |

| Arbitro: | Weigelt (Lipsia) |

|                |           |  |
| Breitner 90+1’ | Marcatori |  |

| Arbitro: | Heimann (Gladbeck) |

|  |           |                          |
|  | Marcatori | 28’, 40’ Billa 63’ Evels |

| Arbitro: | Diekmann (Dortmund) |

|                     |           |  |
| Breitner 44’ (rig.) | Marcatori |  |

| Arbitro: | Söder (Ingolstadt) |

|                        |           |  |
| Kiwic 29’ Ilestedt 83’ | Marcatori |  |

| Arbitro: | Joos (Leinfelden-Echterdingen) |

|                         |           |  |
| Billa 40’ Waßmuth 90+3’ | Marcatori |  |

#### Girone di ritorno
| Arbitro: | Appelmann (Alzey) |

|  |           |            |
|  | Marcatori | 15’ Harder |

| Arbitro: | Duske (Leverkusen) |

|                          |           |  |
| Groenen 62’ Pawollek 71’ | Marcatori |  |

| Arbitro: | Stolz (Pritzwalk) |

|                                  |           |              |
| F. Dongus 2’ Rall 10’ Harsch 90’ | Marcatori | 26’ Schüller |

| Arbitro: | Heimann (Gladbeck) |

|             |           |  |
| Däbritz 36’ | Marcatori |  |

| Arbitro: | Schlemmer (Nußbach) |

|  |           |            |
|  | Marcatori | 72’ Meßmer |

| Arbitro: | Wacker (Lehrensteinsfeld) |

|  |           |            |
|  | Marcatori | 67’ Magull |

| Willstätt 29 aprile 2018, ore 11:00 CEST 18ª giornata | Sand              | 0 – 0 referto | Hoffenheim | ORSAY-Stadion (475 spett.)\| Arbitro: \| Appelmann (Alzey) \| |
| Arbitro:                                              | Appelmann (Alzey) |               |            |                                                               |

| Arbitro: | Duske (Leverkusen) |

|                        |           |                                    |
| Hartig 10’ Waßmuth 66’ | Marcatori | 7’ Seiler 36’ Pietrangelo 84’ Utes |

| Arbitro: | Stolz (Pritzwalk) |

|                            |           |  |
| Morina 85’ Zielinski 90+2’ | Marcatori |  |

| Arbitro: | Diekmann (Dortmund) |

|  |           |                                     |
|  | Marcatori | 37’ Huth 63’, 71’ Meister 77’ Rauch |

| Arbitro: | Wildfeuer (Lubecca) |

|  |           |                                           |
|  | Marcatori | 23’, 45’ Hartig 51’ F. Dongus 53’ Waßmuth |

### DFB-Pokal
| Arbitro: | Fritz (Abtsgmünd) |

|          |           |                          |
| Wolf 16’ | Marcatori | 43’, 77’ Beck 45’ Specht |

| Arbitro: | Michel (Gau-Odernheim) |

|  |           |                         |
|  | Marcatori | 25’ Fellhauer 56’ Knaak |

## Statistiche

### Statistiche di squadra
| Competizione         | Punti | In casa | In casa | In casa | In casa | In casa | In casa | In trasferta | In trasferta | In trasferta | In trasferta | In trasferta | In trasferta | Totale | Totale | Totale | Totale | Totale | Totale | DR  |
| Competizione         | Punti | G       | V       | N       | P       | Gf      | Gs      | G            | V            | N            | P            | Gf           | Gs           | G      | V      | N      | P      | Gf     | Gs     | DR  |
| -------------------- | ----- | ------- | ------- | ------- | ------- | ------- | ------- | ------------ | ------------ | ------------ | ------------ | ------------ | ------------ | ------ | ------ | ------ | ------ | ------ | ------ | --- |
| Frauen-Bundesliga    | 25    | 11      | 4       | 0       | 7       | 9       | 16      | 11           | 4            | 1            | 6            | 13           | 16           | 22     | 8      | 1      | 13     | 22     | 32     | -10 |
| DFB-Pokal der Frauen | -     | 1       | 0       | 0       | 1       | 0       | 2       | 1            | 1            | 0            | 0            | 3            | 1            | 2      | 1      | 0      | 1      | 3      | 3      | 0   |
| Totale               | -     | 12      | 4       | 0       | 8       | 9       | 18      | 12           | 5            | 1            | 6            | 16           | 17           | 24     | 9      | 1      | 14     | 25     | 35     | -10 |

### Andamento in campionato
| Giornata  | 1  | 2  | 3 | 4 | 5 | 6 | 7 | 8 | 9 | 10 | 11 | 12 | 13 | 14 | 15 | 16 | 17 | 18 | 19 | 20 | 21 | 22 |
| --------- | -- | -- | - | - | - | - | - | - | - | -- | -- | -- | -- | -- | -- | -- | -- | -- | -- | -- | -- | -- |
| Luogo     | T  | C  | T | C | T | T | C | T | C | T  | C  | C  | T  | C  | T  | C  | C  | T  | C  | T  | C  | T  |
| Risultato | P  | P  | V | P | V | P | V | V | V | P  | V  | P  | P  | V  | P  | P  | P  | N  | P  | P  | P  | V  |
| Posizione | 12 | 12 | 9 | 9 | 8 | 8 | 8 | 7 | 6 | 8  | 6  | 6  | 7  | 6  | 7  | 7  | 8  | 8  | 8  | 8  | 8  | 8  |

Legenda:

Luogo: C = Casa; T = Trasferta. Risultato: V = Vittoria; N = Pareggio; P = Sconfitta.

### Statistiche delle giocatrici
| Giocatore     | Frauen-Bundesliga | Frauen-Bundesliga | Frauen-Bundesliga | Frauen-Bundesliga | DFB-Pokal der Frauen | DFB-Pokal der Frauen | DFB-Pokal der Frauen | DFB-Pokal der Frauen | Totale   | Totale | Totale      | Totale     |
| Giocatore     | Presenze          | Reti              | Ammonizioni       | Espulsioni        | Presenze             | Reti                 | Ammonizioni          | Espulsioni           | Presenze | Reti   | Ammonizioni | Espulsioni |
| ------------- | ----------------- | ----------------- | ----------------- | ----------------- | -------------------- | -------------------- | -------------------- | -------------------- | -------- | ------ | ----------- | ---------- |
| F. Abt        | 21                | -32               | 0                 | 0                 | 1                    | -2                   | 0                    | 0                    | 22       | -34    | 0           | 0          |
| S. Beck       | 15                | 2                 | 1                 | 0                 | 2                    | 2                    | 0                    | 0                    | 17       | 4      | 1           | 0          |
| J. Beuschlein | 3                 | 0                 | 0                 | 0                 | -                    | -                    | -                    | -                    | 3        | 0      | 0           | 0          |
| N. Billa      | 15                | 3                 | 1                 | 1                 | 2                    | 0                    | 0                    | 0                    | 17       | 3      | 1           | 1          |
| S. Breitner   | 20                | 2                 | 3                 | 0                 | 2                    | 0                    | 0                    | 0                    | 22       | 2      | 3           | 0          |
| L. Bürger     | 7                 | 0                 | 2                 | 0                 | -                    | -                    | -                    | -                    | 7        | 0      | 2           | 0          |
| F. Dongus     | 20                | 3                 | 2                 | 0                 | 2                    | 0                    | 0                    | 0                    | 22       | 3      | 2           | 0          |
| T. Dongus     | 19                | 0                 | 2                 | 0                 | 1                    | 0                    | 0                    | 0                    | 20       | 0      | 2           | 0          |
| E. Evels      | 6                 | 1                 | 0                 | 0                 | 1                    | 0                    | 0                    | 0                    | 7        | 1      | 0           | 0          |
| A. Fühner     | 4                 | 0                 | 0                 | 0                 | 1                    | 0                    | 0                    | 0                    | 5        | 0      | 0           | 0          |
| F. Harsch     | 12                | 1                 | 0                 | 0                 | 2                    | 0                    | 0                    | 0                    | 14       | 1      | 0           | 0          |
| I. Hartig     | 20                | 3                 | 2                 | 0                 | 2                    | 0                    | 0                    | 0                    | 22       | 3      | 2           | 0          |
| S. Howard     | 20                | 0                 | 3                 | 0                 | 2                    | 0                    | 0                    | 0                    | 22       | 0      | 3           | 0          |
| L. Lattwein   | 15                | 1                 | 5                 | 0                 | 2                    | 0                    | 1                    | 0                    | 17       | 1      | 6           | 0          |
| J. Leitzig    | 1                 | 0                 | 0                 | 0                 | 1                    | -1                   | 0                    | 0                    | 2        | -1     | 0           | 0          |
| S. Linder     | 14                | 1                 | 0                 | 0                 | 0                    | 0                    | 0                    | 0                    | 14       | 1      | 0           | 0          |
| L. Pankratz   | 19                | 0                 | 0                 | 0                 | 1                    | 0                    | 0                    | 0                    | 20       | 0      | 0           | 0          |
| M. Rall       | 20                | 2                 | 0                 | 0                 | 2                    | 0                    | 1                    | 0                    | 22       | 2      | 1           | 0          |
| R. Schaber    | 6                 | 0                 | 0                 | 0                 | 0                    | 0                    | 0                    | 0                    | 6        | 0      | 0           | 0          |
| M. Specht     | 12                | 0                 | 1                 | 0                 | 2                    | 1                    | 0                    | 0                    | 14       | 1      | 1           | 0          |
| J. Steinert   | 21                | 0                 | 2                 | 0                 | 1                    | 0                    | 0                    | 0                    | 22       | 0      | 2           | 0          |
| M. Tufeković  | -                 | -                 | -                 | -                 | -                    | -                    | -                    | -                    | -        | -      | -           | -          |
| T. Waßmuth    | 16                | 3                 | 0                 | 0                 | 1                    | 0                    | 0                    | 0                    | 17       | 3      | 0           | 0          |
| D. Zeller     | -                 | -                 | -                 | -                 | -                    | -                    | -                    | -                    | -        | -      | -           | -          |